# Вернон (Індіана)
Вернон (англ. Vernon) — місто (англ. town) в США, в окрузі Дженнінґс штату Індіана. Населення — 236 осіб (2020).

## Географія
Вернон розташований за координатами 38°59′7″ пн. ш. 85°36′38″ зх. д. / 38.98528° пн. ш. 85.61056° зх. д. (38.985245, -85.610550).  За даними Бюро перепису населення США в 2010 році місто мало площу 0,62 км², уся площа — суходіл.

## Демографія
Згідно з переписом 2010 року, у місті мешкало 318 осіб у 134 домогосподарствах у складі 84 родин. Густота населення становила 517 осіб/км².  Було 167 помешкань (271/км²).
Расовий склад населення:
| - 97,5 % — білих - 0,3 % — чорних або афроамериканців - 0,3 % — азіатів |

До двох чи більше рас належало 1,6 %. Частка іспаномовних становила 0,6 % від усіх жителів.
За віковим діапазоном населення розподілялося таким чином: 26,4 % — особи молодші 18 років, 59,8 % — особи у віці 18—64 років, 13,8 % — особи у віці 65 років та старші. Медіана віку мешканця становила 39,3 року. На 100 осіб жіночої статі у місті припадало 92,7 чоловіків;  на 100 жінок у віці від 18 років та старших — 81,4 чоловіків також старших 18 років.
Середній дохід на одне домашнє господарство  становив 60 443 долари США (медіана — 41 667), а середній дохід на одну сім'ю — 61 077 доларів (медіана — 46 250). Медіана доходів становила 45 368 доларів для чоловіків та 30 000 доларів для жінок. За межею бідності перебувало 28,5 % осіб, у тому числі 55,9 % дітей у віці до 18 років та 0,0 % осіб у віці 65 років та старших.
Цивільне працевлаштоване населення становило 142 особи. Основні галузі зайнятості: освіта, охорона здоров'я та соціальна допомога — 25,4 %, виробництво — 23,9 %, будівництво — 18,3 %.